# جاكوب هارون إستس
جاكوب هارون إستس (بالإنجليزية: Jacob Aaron Estes)‏ هو كاتب سيناريو ومخرج أمريكي، ولد في 6 سبتمبر 1972 في تولاري في الولايات المتحدة.

## وصلات خارجية
- جاكوب هارون إستس على موقع IMDb (الإنجليزية)
- جاكوب هارون إستس على موقع ألو سيني (الفرنسية)
- جاكوب هارون إستس على موقع أول موفي (الإنجليزية)
- جاكوب هارون إستس على موقع بوكس أوفيس موجو (الإنجليزية)
- جاكوب هارون إستس على موقع قاعدة بيانات الأفلام السويدية (السويدية)
- جاكوب هارون إستس على موقع قاعدة بيانات الفيلم (الإنجليزية)
- جاكوب هارون إستس على موقع كينوبويسك (الروسية)